# سنبك (أداة)

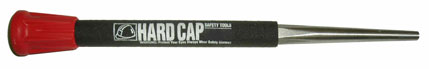

السنبك في تشغيل المعادن هو أداة تستخدم لتوسيع الثقوب أو لضبط موضع الثقوب قبل ثقبها أو قبل برشمة الأجزاء المعدنية معًا. ويصنع السنبك كقضيب مُستدق، بحيث تستخدم المطرقة على النهاية ذات القطر الأكبر، بينما توضع النهاية الأخرى في المنطقة المحددة للثقب أو بين جزئين منفصلين. مع الطرق على السنبك، يقوم الجزء المستدق بالتأثير بقوة على الجزئين ليستقيمان، أو على الموضع المراد الثقب عنده، فيصنع علامة منخفضة في المعدن يستقر عليها سن المثقاب لاحقًا. على عكس باقي النقّارات، لا يجب الطرق أبدًا على النهاية المستدقة للسنبك.